# Billie Jean King Cup Finals 2025
Les Billie Jean King Cup Finals 2025 corresponen al nivell més alt de la Billie Jean King Cup 2025. La competició es va disputar a Shenzhen (Xina) entre el 16 i el 21 de setembre de 2025.

## Equips
Els dotze equips nacionals que van participar en l'esdeveniment es van classificar segons: el defensor del títol de l'edició anterior, el país organitzador, els sis guanyadors de la fase de classificació.
| Espanya    | Estats Units | Itàlia (C) | Japó                |
| Kazakhstan | Regne Unit   | Ucraïna    | R.P. de la Xina (A) |

### Caps de sèrie
1. Itàlia
2. Regne Unit
3. Estats Units
4. Espanya

### Participants
| Espanya                       | Espanya | Espanya |
| ----------------------------- | ------- | ------- |
| Capitana: A. Medina Garrigues |         |         |
| Jugador                       | RI      | RD      |
|                               |         |         |
|                               |         |         |
|                               |         |         |
|                               |         |         |
|                               |         |         |

| Estats Units                | Estats Units | Estats Units |
| --------------------------- | ------------ | ------------ |
| Capitana: Lindsay Davenport |              |              |
| Jugador                     | RI           | RD           |
|                             |              |              |
|                             |              |              |
|                             |              |              |
|                             |              |              |
|                             |              |              |

| Itàlia                    | Itàlia | Itàlia |
| ------------------------- | ------ | ------ |
| Capitana: Tathiana Garbin |        |        |
| Jugador                   | RI     | RD     |
|                           |        |        |
|                           |        |        |
|                           |        |        |
|                           |        |        |
|                           |        |        |

| Japó                  | Japó | Japó |
| --------------------- | ---- | ---- |
| Capitana: Ai Sugiyama |      |      |
| Jugador               | RI   | RD   |
|                       |      |      |
|                       |      |      |
|                       |      |      |
|                       |      |      |
|                       |      |      |

| Kazakhstan           | Kazakhstan | Kazakhstan |
| -------------------- | ---------- | ---------- |
| Capità: Yuri Schukin |            |            |
| Jugador              | RI         | RD         |
|                      |            |            |
|                      |            |            |
|                      |            |            |
|                      |            |            |
|                      |            |            |

| Regne Unit                | Regne Unit | Regne Unit |
| ------------------------- | ---------- | ---------- |
| Capitana: Anne Keothavong |            |            |
| Jugador                   | RI         | RD         |
|                           |            |            |
|                           |            |            |
|                           |            |            |
|                           |            |            |
|                           |            |            |

| Ucraïna                | Ucraïna | Ucraïna |
| ---------------------- | ------- | ------- |
| Capità: Mikhail Filima |         |         |
| Jugador                | RI      | RD      |
|                        |         |         |
|                        |         |         |
|                        |         |         |
|                        |         |         |
|                        |         |         |

| R.P. de la Xina          | R.P. de la Xina | R.P. de la Xina |
| ------------------------ | --------------- | --------------- |
| Capitana: Yang Wei-Guang |                 |                 |
| Jugador                  | RI              | RD              |
|                          |                 |                 |
|                          |                 |                 |
|                          |                 |                 |
|                          |                 |                 |
|                          |                 |                 |

## Quadre
|  | Quarts de final | Quarts de final | Quarts de final |  |  | Semifinals | Semifinals | Semifinals |  |  | Final | Final | Final |
|  |                 |                 |                 |  |  |            |            |            |  |  |       |       |       |
|  |                 |                 |                 |  |  |            |            |            |  |  |       |       |       |
|  | 1               | Itàlia          |                 |  |  |            |            |            |  |  |       |       |       |
|  | 1               | Itàlia          |                 |  |  |            |            |            |  |  |       |       |       |
|  |                 | R.P. de la Xina |                 |  |  |            |            |            |  |  |       |       |       |
|  |                 |                 |                 |  |  |            |            |            |  |  |       |       |       |
|  |                 |                 |                 |  |  |            |            |            |  |  |       |       |       |
|  |                 |                 |                 |  |  |            |            |            |  |  |       |       |       |
|  | 4               | Espanya         |                 |  |  |            |            |            |  |  |       |       |       |
|  | 4               | Espanya         |                 |  |  |            |            |            |  |  |       |       |       |
|  |                 | Ucraïna         |                 |  |  |            |            |            |  |  |       |       |       |
|  |                 |                 |                 |  |  |            |            |            |  |  |       |       |       |
|  |                 |                 |                 |  |  |            |            |            |  |  |       |       |       |
|  |                 |                 |                 |  |  |            |            |            |  |  |       |       |       |
|  |                 | Kazakhstan      |                 |  |  |            |            |            |  |  |       |       |       |
|  |                 |                 |                 |  |  |            |            |            |  |  |       |       |       |
|  | 3               | Estats Units    |                 |  |  |            |            |            |  |  |       |       |       |
|  | 3               | Estats Units    |                 |  |  |            |            |            |  |  |       |       |       |
|  |                 |                 |                 |  |  |            |            |            |  |  |       |       |       |
|  |                 |                 |                 |  |  |            |            |            |  |  |       |       |       |
|  |                 | Japó            |                 |  |  |            |            |            |  |  |       |       |       |
|  |                 |                 |                 |  |  |            |            |            |  |  |       |       |       |
|  | 2               | Regne Unit      |                 |  |  |            |            |            |  |  |       |       |       |